# Vernietigingskamp

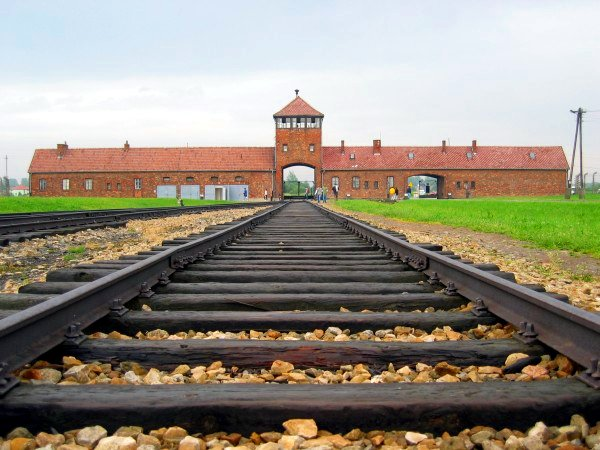
Auschwitz-Birkenau - 'De poort des doods'

Een vernietigingskamp (Duits: Vernichtungslager) was een concentratiekamp dat speciaal bedoeld was om zo veel mogelijk mensen te vermoorden. Dergelijke kampen werden ingericht door nazi-Duitsland tijdens de Tweede Wereldoorlog.
De kampen staan ook wel bekend als dodenkampen. Het verschil tussen vernietigingskampen en andere soorten concentratiekampen is dat andere kampen vaak (ook) een ander doel hadden en dat de mogelijkheid bestond dat gevangenen na enige tijd werden vrijgelaten.

## Oorsprong en doel
Oorspronkelijk was het niet het doel van de nazi's om alle Europese Joden te vermoorden, maar hen te deporteren naar Palestina of een ander land. Er werd zelfs gedacht aan Madagaskar. Tijdens de oorlog was deportatie echter geen optie meer en begin 1942 kwam men bij de Wannseeconferentie tot een definitieve oplossing (Endlösung) van het 'Jodenvraagstuk'. Dit hield in de genocide op alle Joden die in handen van de nazi's vielen. Voortvarend werden hiervoor speciale kampen ontworpen en verscheidene al bestaande kampen werden voor dit doel geschikt gemaakt. Deze kampen hadden als doel om op grote schaal en zo snel mogelijk mensen te doden, meestal door middel van gifgassen, en de resulterende lijken te vernietigen. Het ging hierbij om volkerenmoord op grote schaal, met name op Joden, maar ook Roma (zigeuners), Polen en andere tegenstanders van het regime ondergingen hetzelfde lot.

## Werkwijze
De gedeporteerden werden veelal aangevoerd in onverwarmde goederenwagons, meestal zonder eten en drinken. Onderweg, tijdens de vaak dagenlange reis naar de kampen, stierven al veel gevangenen. Zij die het transport overleefden werden bij aankomst in twee groepen verdeeld:
- Verreweg de meesten, waaronder alle zieken, ouderen en kinderen, werden direct bestemd voor "desinfectie", dat wil zeggen de gaskamer. Door de term desinfectie, bad of doucheruimte te gebruiken, kleedden de slachtoffers zich vrijwillig uit.
- Enkele gezonde mannen en vrouwen (het Sonderkommando) werden in leven gehouden om werk te verrichten, namelijk om de gaskamers en crematoria draaiende te houden en de eigendommen van de slachtoffers te sorteren. Aanvankelijk werd het Sonderkommando na gedane plicht doodgeschoten, zodat steeds bij aankomst van nieuwe slachtoffers een nieuw Sonderkommando moest worden samengesteld. Later kwam er een permanent Sonderkommando.

Uiteindelijk wachtte allen hetzelfde lot: wie onbruikbaar werd door ziek te worden of anderszins niet in staat was te werken was direct ten dode opgeschreven.

## Kampen
De vernietigingskampen waren:

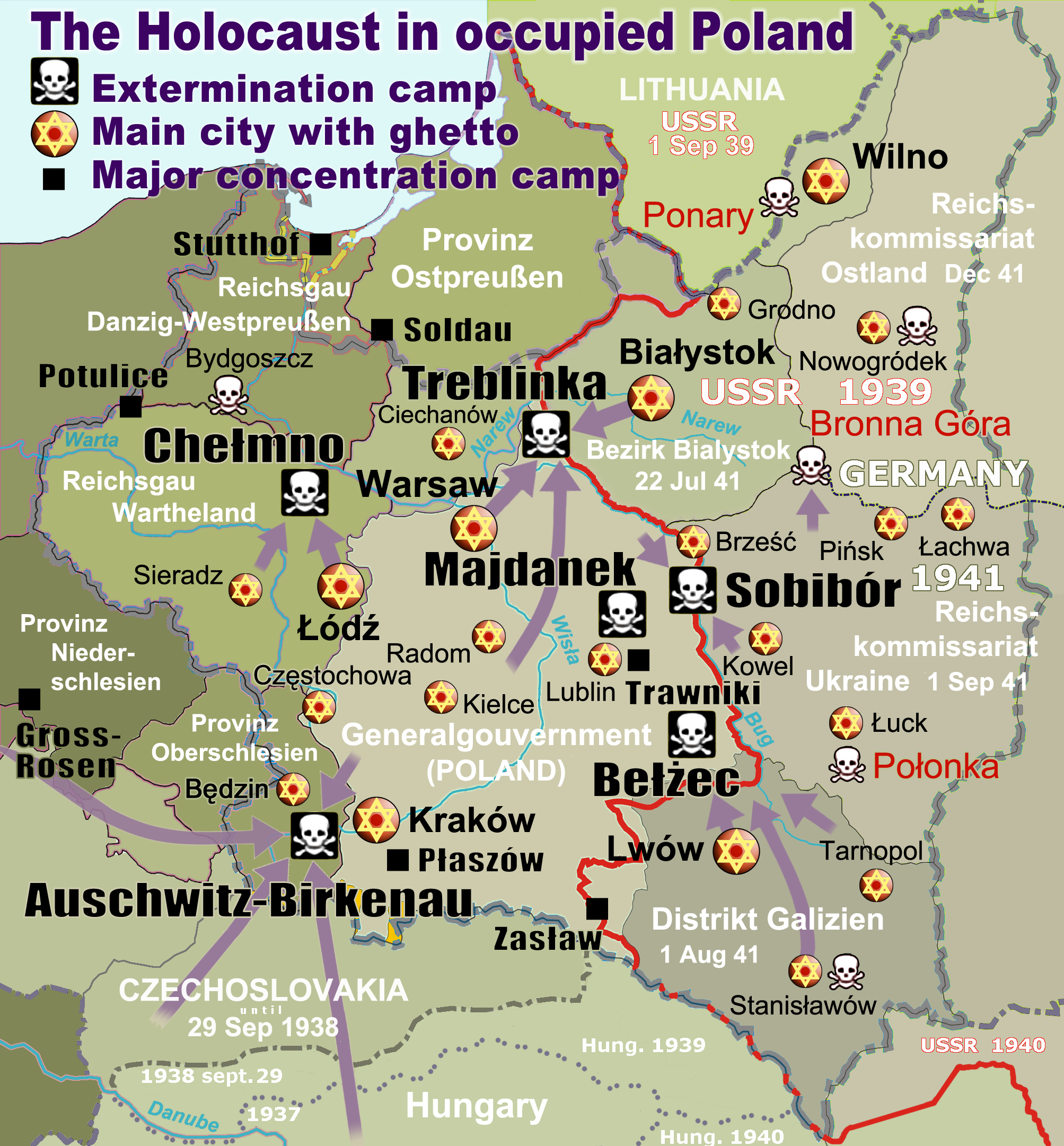
De Holocaust in bezet Polen

- Auschwitz-Birkenau in Polen (1,1 miljoen doden[1])
- Treblinka II in Polen (900.000 doden[1])
- Bełżec in Polen (436.000 doden)
- Chełmno (Duits: Kulmhof) in Polen (> 150.000 doden)
- Majdanek bij Lublin in Polen (> 78.000)
- Sobibór in Polen (minimaal 170.000 doden.[2] Andere bronnen spreken van 150.000 tot 250.000 doden.[3])
- Maly Trostenets in Wit-Rusland (40.000 - 65.000 doden.[4] Aanvankelijk werd aangenomen dat het aantal tussen de 200.000 en 500.000 lag, maar dit betrof het aantal gedode personen in de regio, niet in het kamp zelf.)
- Jasenovac in de Onafhankelijke Staat Kroatië, een Duitse vazalstaat waar de ustašabeweging het voor het zeggen had (schattingen lopen uiteen van enkele tienduizenden tot bijna een miljoen doden)

Verder waren er ook grote executieplaatsen zonder onderdak met alleen versperringen van prikkeldraad zoals Bronnaja Gora, in Wit-Rusland.
De status van Majdanek als vernietigingskamp is academisch omstreden. Zeker is dat vernietiging niet het primaire doel was van dit kamp zoals bij Chelmno, Bełżec, Sobibor, Treblinka en Auschwitz-Birkenau. Door de jaren heen is het aantal dodelijke slachtoffers naar beneden bijgesteld en de grote massale vergassingen zoals in de genoemde andere kampen hebben hier niet plaatsgevonden. Vergassingen waren in kleinere gaskamers en op een kleinere schaal. Onder Holocaust academici wordt dit kamp dan ook steeds vaker weggelaten uit overzichten van de vernietigingskampen.
In tegenstelling tot de andere kampen in dit lijstje waren bij de kampen Auschwitz, Treblinka en Majdanek, naast gaskamers en crematoria, ook werkkampen ingericht waar gezonde gevangenen als slavenarbeiders ter beschikking werden gesteld aan de Duitse industrie. Zo had IG Farben in de nabijheid van Auschwitz een groot industrieel complex gevestigd (met als belangrijkste reden dat hier 'goedkope werkkrachten' beschikbaar waren) waar deze gevangenen onder erbarmelijke omstandigheden moesten werken.
Zelfs tegen het einde van de oorlog werden de kampen door de nazi's zo belangrijk gevonden dat Jodentransporten hierheen voorrang behielden, zelfs op transporten voor het leger. Na de oorlog werd bekend dat er in het kader van de Nieuwe Orde al plannen waren gemaakt voor nog veel grotere kampen met een gigantische 'verwerkingscapaciteit' die ook de Slavische volkeren hadden moeten opruimen.